# Espondé (satélite)
Espondé (Σπονδή griego), o Júpiter XXXVI, es un satélite retrógrado irregular de Júpiter. Fue descubierto por un equipo de astrónomos de la Universidad de Hawái dirigidos por Scott S. Sheppard, en el año 2001, y recibió la designación provisional de S/2001 J 5.
Espondé tiene unos 2 kilómetros de diámetro, y orbita a Júpiter a una distancia media de 24,253 millones de km. en 771.604 días, a una inclinación de 154° con respecto a la eclíptica (156° al ecuador de Júpiter), en una dirección retrógrada y con una excentricidad de 0,443.
Fue nombrada en octubre de 2002 como Espondé, una de las hijas de Zeus y Temis, y una de las Horas.
Pertenece al grupo de Pasífae, compuesto por los satélites irregulares retrógradas de Júpiter con órbitas entre los 23 y 24 millones de km. y con una inclinación de alrededor de 165°.